# Радіонавігація
Радіонавіга́ція — сукупність операцій по забезпеченню водіння рухомих об'єктів (літальних апаратів, суден і ін.), а також по наведенню керованих об'єктів за допомогою радіотехнічних засобів; науково-технічна дисципліна, що розглядає принципи побудови радіотехнічних засобів і розробляюча методи їх використання стосовно вирішення завдань водіння рухомих об'єктів по певній траєкторії (маршруту) і виводу їх в заданий район в заданий час (див. Навігація). При рішенні основної задачі навігації — визначення місця розташування об'єктів і навігаційних елементів їх руху — в Р. використовують як спеціальні радіотехнічні засоби, так і вживані в ін. областях техніки, наприклад в радіолокації, радіомовленні. Дія радіонавігаційних засобів заснована на використанні наступних важливих особливостей поширення радіохвиль:
- поширення радіохвиль над поверхнею Землі відбувається по найкоротшій (ортодромічній) відстані між пунктами випромінювання і прийому;
- швидкість поширення постійна;
- радіопромені, відбитий від іоносфери і падаючий на неї, лежать в одній площині.

## Класифікація
Радіонавігаційні засоби підрозділяють
- по роду вирішуваних ними завдань:
  - радіонавігаційні пристрої (радіопеленгатори, у тому числі радіокомпаси; радіодалекоміри, радіомаяки, радіосекстанти і ін.), що забезпечують (у певних поєднаннях або при використанні незалежних штучних або природних джерел радіовипромінювання або властивостей земної поверхні і нерухомих об'єктів, що знаходяться на ній) вирішення лише приватних навігаційних завдань, зазвичай — визначення однієї лінії (поверхні) положення рухомого об'єкту, і
  - радіонавігаційні системи, що забезпечують вирішення складних комплексних навігаційних завдань; *по використовуваному діапазону радіохвиль — відповідно до регламенту радіозв'язку ;
- по параметру радіосигналів, використовуваному при вимірі навігаційних елементів (найбільш споживана відмітна ознака), — на амплітудні, фазові, частотні, часові і комбіновані (амплітудно-часові фазово-часові тощо);
- по методу визначення ліній положення — на кутомірні (азимутні), далекомірні (круги) і комбіновані (наприклад, кутомірно-далекомірні, різницево-далекомірні);
- по кількості рухливих об'єктів, що забезпечуються навігаційною інформацією, — на засоби обмеженої і необмеженої пропускної спроможності.

Їх також розрізняють і по ін. класифікаційним ознакам, наприклад виділяють автономні і неавтономні радіонавігаційні засоби.
Вживання радіонавігаційних методів і засобів дозволило збільшити точність проходження маршрутів рухомими об'єктами і виводу їх в заданий район, а також значно підвищити безпеку плавання судів і польотів літаків в складних метеорологічних умовах. Об'єднання різних радіонавігаційних пристроїв в певні системи в принципі дозволяє забезпечити виконання всіх основних завдань навігації. Проте в цілях підвищення надійності і безпеці водіння об'єктів в найскладніших умовах такі системи на практиці використовують спільно з нерадіотехнічними засобами, наприклад з інерціальною навігаційною системою, з якими вони утворюють комплексні (комбіновані) системи навігації.